# Arnold von Bruck
Pour les articles homonymes, voir von Bruck.
Arnold von Bruck, aussi Arnoldus Brugensis, né vers 1500 à Bruges et décédé le 6 février 1554 à Linz, est un compositeur de l’école franco-flamande.

## Vie et œuvre
Son nom de famille, Von Bruck (en néerlandais Van Brugge, de Bruges) indiquerait une origine brugeoise.  À partir de 1510 environ, Von Bruck fut employé par la cour des Habsbourg à Vienne.  En 1527, Arnold von Bruck, prêtre catholique, succéda à Heinrich Finck en tant que maître de chapelle à la cour de Vienne sous le futur empereur Ferdinand Ier.  Un de ses premiers vice-maîtres de chapelle était Stephan Mahu.  Après des activités à Ljubljana, Zagreb et Kočevje, il devint chapelain à la cathédrale Saint-Étienne, puis à Linz.  Il est certain qu'il occupa son poste de maître de chapelle à la cour des Habsbourg jusqu'en 1546.  La médaille d'honneur frappée pour lui, témoigne du respect qu’on lui porta.
Von Bruck écrivit des motets et des chansons basés sur un cantus firmus.  Ses œuvres ont été appréciées par catholiques et protestants.  Les paroles de Mitten wir im Leben sind, sa composition la plus célèbre, ont été écrites par Martin Luther.  Ses compositions furent publiées par Georg Rhaw en 1544.
Sa chanson à quatre voix sur des paroles allemandes Ich weis mir ein mülnerin appartient à une tradition qui avait produit au moins cinq arrangements polyphoniques d'une chanson probablement d'origine néerlandaise (Ic weet een molenarinne).  La mise en musique de Von Bruck semble avoir été fondée sur la voix de basse d'une composition à trois voix du chansonnier manuscrit de Jérôme Laurin de Watervliet.
La rime imparfaite des paroles allemandes confirme qu'il s'agit d'une traduction et que la chanson néerlandaise est le modèle.
| Paroles néerlandaises du chansonnier de Laurin de Watervliet (vers 1505) | Traduction libre d'après les paroles de la chanson du chansonnier de Laurin de Wavervliet | Paroles allemandes de l'arrangement de Von Bruck |
| --- | --- | --- |
| Ic weet een molenarijnne Van herten alzoo fijn In alle dese landen En mach gheen scoender zijn. Rijck God wou zij mij malen: Goet cooren zal ic huer halen Wil zij mijn molenarijnne zijn. | Je connais une meunière Dont le cœur est si délicat Elle ne trouve nulle part Son semblable. Ô Dieu, si seulement elle voulait me moudre : J’obtiendrai pour elle du bon blé Si elle voulait être ma meunière. | Ich weis mir ein mülnerin, Ein wunderschönes weib. In allen diesem landen Ein hübsche mülnerin. Wolt Got, ich solt ir malen, Mein körnlein zu ir tragen, So mal ich dirs wen ich mag. |

## Sélection parmi les œuvres
- 1544, Aus tiefer Not schrei ich zu Dir
- 1544, Christ ist erstanden
- 1544, Es ist das Heil uns kommen her
- 1544, Komm, heiliger Geist, Herre Gott
- 1544, Kommt her zu mir, spricht Gottes Sohn

## Ressources